# Dendropsophus elianeae
Dendropsophus elianeae är en groddjursart som först beskrevs av Marcelo Felgueiras Napoli och Ulisses Caramaschi 2000.  Dendropsophus elianeae ingår i släktet Dendropsophus och familjen lövgrodor. IUCN kategoriserar arten globalt som livskraftig. Inga underarter finns listade i Catalogue of Life.